# Elemér Terták
Elemér Terták (* 2. November 1918 in Budapest; † 8. Juli 1999 ebenda) war ein ungarischer Eiskunstläufer, Eiskunstlaufpreisrichter und ISU-Offizieller.

## Karriere
Elemér Terták startete wie Tibor von Földváry für den Klub BKE (Skating Klub Budapest). 1936 nahm er an den Olympischen Winterspielen teil und belegte dort den achten Platz, wobei ihn einer der Preisrichter sogar auf dem dritten Platz sah. Bei Eiskunstlauf-Weltmeisterschaften erreichte er 1937 sein bestes Ergebnis mit dem Gewinn der Bronzemedaille, 1935, 1938 und 1939 wurde er jeweils Sechster und 1934 belegte er den siebten Platz. Ähnliche Erfolge gelangen ihm bei Europameisterschaften, hier gewann er sowohl 1934 als auch 1937 die Bronzemedaille, zwei fünfte Plätze 1936 und 1938, sowie ein siebter Rang 1935 runden seine Erfolgsbilanz ab.
In den 1970er Jahren fungierte er als Schiedsrichter bei Eiskunstlauf-Weltmeisterschaften.

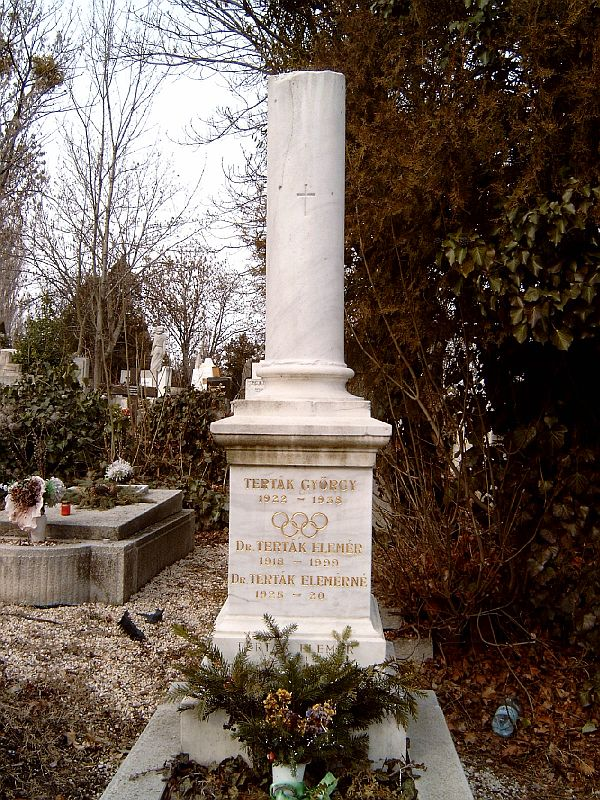
Tertáks Grab in Budapest

## Ergebnisse
| Wettbewerb / Jahr          | 1934 | 1935 | 1936 | 1937 | 1938 | 1939 |
| -------------------------- | ---- | ---- | ---- | ---- | ---- | ---- |
| Olympische Winterspiele    |      |      | 8.   |      |      |      |
| Weltmeisterschaften        | 7.   | 6.   |      | 3.   | 6.   | 6.   |
| Europameisterschaften      | 3.   | 7.   | 5.   | 3.   | 5.   |      |
| Ungarische Meisterschaften |      |      |      | 1.   | 1.   | 1.   |